# Analytische meetkunde

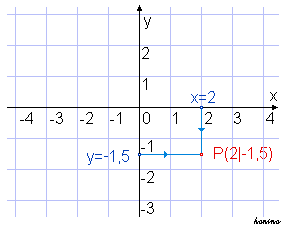
Cartesiaanse coördinaten.

De analytische meetkunde, ook wel bekend als Cartesiaanse meetkunde, is de studie van meetkunde die de principes van algebra gebruikt. Dat de algebra van de reële getallen resultaten geeft met betrekking tot meetkundige concepten als punten en lijnen hangt af van het axioma van Cantor-Dedekind, dat stelt dat punten op een lijn een eenduidige correspondentie hebben met de reële getallen. Gewoonlijk wordt het Cartesisch coördinatenstelsel toegepast om vergelijkingen voor vlakken, lijnen, krommen en cirkels te manipuleren, vaak in twee of drie, maar in principe in willekeurig veel dimensies. Sommigen zijn van mening dat de introductie van analytische meetkunde door René Descartes het begin van moderne wiskunde was.
Veel stellingen uit de vlakke meetkunde kunnen eenvoudig nagerekend worden met behulp van cartesische coördinaten.
In het tegenwoordige wiskundig onderzoek is de scheidslijn tussen analytische en algebraïsche meetkunde erg vaag geworden.

## Geschiedenis
Analytische meetkunde wordt van oudsher toegeschreven aan René Descartes. Descartes boekte aanzienlijke vooruitgang met de methode in een essay getiteld La Géométrie, een van de drie begeleidende essays, die hij in 1637 samen met zijn Verhandeling over de methode de rede op de juiste manier te leiden en de waarheid in de wetenschappen te zoeken, gewoonlijk aangeduid als Verhandeling over de methode publiceerde. Dit in het Frans geschreven werk en de er aan ten grondslag liggende filosofische principes, legden het fundament voor de infinitesimaalrekening in Europa.

## Onderwerpen
Belangrijke onderwerpen uit de analytische meetkunde zijn:
- Vectorruimten
- De definitie van een vlak
- Afstandproblemen
- Het inwendig product, om de hoek tussen twee vectoren te bepalen
- Het kruisproduct, om een vector loodrecht op twee bekende vectoren te berekenen
- Doorsnedeproblemen

In de oplossing van veel van deze problemen wordt lineaire algebra toegepast.

## Voetnoten
1. ↑   Stillwell, John (2004). Mathematics and its History, Second Edition. Springer Science + Business Media Inc., "Analytic Geometry", pp. 105. ISBN 0387953361 "the two founders of analytic geometry, Fermat and Descartes, were both strongly influenced by these developments (de twee initiators van de analytische meetkunde, Fermat en Descartes, werden beide sterk door deze ontwikkelingen beïnvloed)."
2. ↑  Cooke, Roger (1997). The History of Mathematics: A Brief Course. Wiley-Interscience, "The Calculus", 326. ISBN 0471180823 "The person who is popularly credited with being the discoverer of analytic geometry was the philosopher René Descartes (1596–1650), one of the most influential thinkers of the modern era (De persoon die in de volksmond wordt gecrediteerd als de ontdekker van de analytische meetkunde was de filosoof René Descartes (1596-1650), een van de meest invloedrijke denkers van de moderne tijd)"